# Алексеј Жигалкович
Алексеј Александрович Жигалкович (блр. Аляксей Аляксандравіч Жыгалковіч; Минск, 18. април 1996) је белорусијски певач.
Победио је на Дечјој песми Евровизији 2007. године са песмом С друзьями (срп. Са пријатељима) са 137 бодова.